# Fariba Hajamadi
Fariba Hajamadi (Isfahán, Irán, 1957) es una artista visual y fotógrafa iraní-estadounidense. Su trabajo se desarrolla a través de la fotografía y la pintura sobre tela, lienzo y paneles de madera, a menudo presentados como instalaciones a gran escala.

## Biografía
Fariba Hajamadi dejó su país natal de Irán en 1976 para realizar estudios de Bellas Artes y recibió su BFA en pintura de la Universidad de Western Míchigan. Posteriormente, recibió su MFA en el Instituto de las Artes de California (Cal Arts), donde estudió con Jonathan Borofsky y los artistas conceptuales de primera generación John Baldessari, Michael Asher .

## Estilo artístico
Su producción investiga la identidad cultural y de género, así como las narrativas del desplazamiento. Pionera en la exploración de la representación del “otro”, Fariba Hajamadi disecciona la institución cultural desde el punto de vista del outsider cultural tanto como mujer como alguien nacida en una cultura no occidental. El punto de partida, para Fariba Hajamadi, son sus fotografías realizadas en los interiores de las instituciones dedicadas a la preservación del arte y la cultura. Sus obras a gran escala son un collage continuo hecho mediante la composición de múltiples capas de fotografías, con cambios de perspectiva o combinando diferentes lugares. Sus interiores arquitectónicos son ficticios, llenos de significado y presentan una cualidad de desplazamiento que se acerca a lo surrealista. Su trabajo, donde la línea entre la fotografía y la pintura se desdibuja, involucra al espectador en un discurso sobre las identidades culturales, la representación de la mujer, la fotografía y las verdades históricas. Desde la década de 1980, Fariba Hajamadi ha estado produciendo obras de arte que se proponen esquematizar y reconstruir la narrativa occidental del "Otro". Su uso de tales tácticas críticas comenzó antes de que entraran en la corriente principal de la práctica artística contemporánea. Fariba Hajamadi comenzó examinando el museo como el lugar de lectura de formas y prácticas no occidentales por parte de la civilización occidental. Declaró tácitamente que era algo así como el escenario de un crimen perpetuo contra la humanidad, en la medida en que atesora los trofeos de un profundo malentendido cultural. 
En sus instalaciones, Fariba Hajamadi crea una serie de papeles pintados, que recuerdan a toile de Jouy, con cuatro temas Caza, Guerra, Eros y Violación. Ha desarrollado también una práctica artística única; un híbrido de fotografía, pintura e instalación, que intenta inventar una relación con las resbaladizas condiciones de la autobiografía.  Extiende los parámetros de la fotografía para lograr un trabajo de profunda resonancia emocional. Una de las cualidades más poderosas de su trabajo ha sido su peso psicológico, que canaliza el ojo de la mente hacia sus espacios.

## Obra
Fariba Hajamadi ha exhibido su trabajo e instalaciones en los Estados Unidos e internacionalmente desde mediados de la década de 1980. Algunas de sus exposiciones han sido exhibidas en; Musée de La Roche-sur-Yon, ICA Philadelphia,  Queens Museum,  Galería Rhona Hoffman de Chicago, Christine Burgin de Nueva York, Gallerie Laage-Salomon,  París Maureen y enPaley.

### Exposiciones colectivas
Ha participado en numerosas exposiciones colectivas entre las que destacan:
- Sala de embarque, MoMA PS1, Nueva York
- Falso, The New Museum, Nueva York
- Transmutar, Museo de Arte Contemporáneo, Chicago
- L'Hiver de l'Amour, MAM/ARC Musée d'Art Moderne de Paris
- Echolot, Museo Fridericianum, Kassel, Alemania
- Strange Home, Museo August Kestner, Hannover, Alemania
- Conexiones remotas, Museo de Arte Wäinö Aaltonen, Turku, Finlandia
- Ecbatana, Nikolaj Copenhagen Contemporary Art Center, Copenhague, Dinamarca
- Conexiones remotas, Neue Galerie Graz, Austria
- ORIENT/ATION, Cuarta Bienal de Estambul , Estambul, Turquía[13]
- Altrove fra immagine e identità, Museo d'Arte Contemporanea, Prato